# 流沙

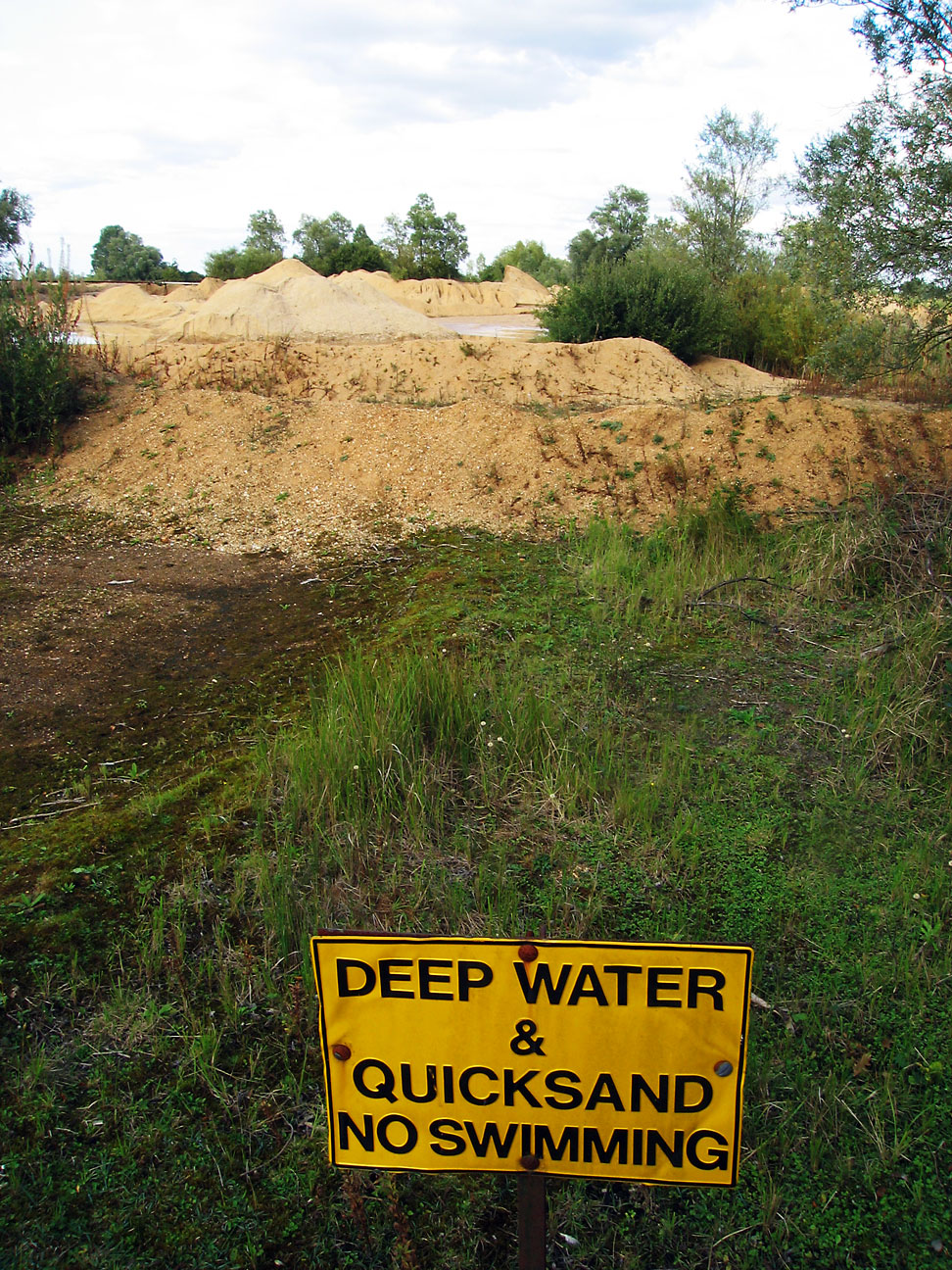
在流沙前方豎立黃色告示牌警告。

流沙是指饱水的疏松砂性土，特别是粉砂和细砂土，在震动力或水动力作用下发生液化、流动的现象。
- 真流沙是砂土中含有亲水性胶体物质，含水不易排出，其流动性不易消除。
- 假流沙是砂土中不含有亲水性胶体物质，容易排水，经过排水后流动性即消失。

成因是充滿水分的鬆軟泥沙，並受到外力的刺激。當水分被沙堆包圍不能泄去時，水和沙就形成了不能承受重量的液態土質。流沙可因靜態水、上涌水（如地下水）或地震等因素形成。在有上涌水的情況下，水的衝力抵消了重力，致使泥沙顆粒懸浮。在發生地震的情況下，震動會加大地表水的水壓，導致了砂石的液化及泥沙的堆積。這兩種情況，液化的地表失去了承重能力，導致地表坍塌或者地面建築物傾斜。
包含水分的沙土外表看去有可能是乾爽結實的，但是如果壓力改變或是受到突然的震盪，泥沙顆粒之間的水向沙層上方滲透，逼迫沙粒分開，沙堆擴大。這時沙粒之間會形成一層水墊，形成流沙。陷入流沙的物體會下沉，直至於與流沙比重相當的深度，並因浮力懸浮於該深度。
與影劇效果不同的是，真實世界的流沙絕大部份都只有幾公分深而己；即便是深度極深的少數流沙 也不可能完全淹沒人體，因為流沙密度是人體的二倍以上，理論上最多只會淹到身體一半。不過也因密度極高，一但陷入流沙僅憑自身力量也難以離開，時間一長中暑、 缺水、 體力不支、長時間壓迫也會造成死亡。

## 外部連結
- . 新雅文化事業有限公司. 2012-07-01: 40  [2018-07-06]. ISBN 978-962-08-5688-4. （原始内容存档于2021-12-18） （中文（臺灣））.